# Geneva Open 2017
Geneva Open 2017 — тенісний турнір, що проходив на ґрунтових кортах у місті Женева, Швейцарія з 22 травня. Належав до категорії ATP World Tour 250.

## Фінальна частина

### Одиночний розряд
Стен Вавринка —  Міша Зверєв 4–6, 6–3, 6–3

### Парний розряд
Жан-Жульєн Роєр /  Горія Текеу —  Хуан Себастьян Кабаль /  Роберт Фара 2–6, 7–6(11–9), [10–6]